# Ивашкевич, Януш
Януш Ивашкевич (белор. Януш Івашкевіч; польск. Iwaszkiewicz Janusz;16 февраля 1879, Гольчицы, Слуцкий уезд — 6 августа 1944, Варшава) — историк, профессор, автор книги «Литва в 1812 г.». Изучал политическую историю Польши, Беларуси и Литвы второй половины XVIII — первой половины XIX века, общественные движения, архивистику. Исследовал материалы шляхетских архивов Беларуси, многие из которых не сохранились до нашего времени.

## Биография
Януш Ивашкевич родился в поместье Гольчицы Слуцкого уезда 16 февраля 1879 года в семье Леонарда и Марии, урожденной Булгак. Учился в гимназиях Слуцка и Смоленска. В 1904 году окончил Варшавский университет. В 1902 году в поместье Малево (теперь Несвижский район) нашел архив Мацея Радзивилла. С 1906 по 1918 годы преподавал в Варшаве в польских частных школах, на педагогических курсах в университете.
В 1913 году Януш Ивашкевич подготовил новое польское издание мемуаров барона Луи Пьера Эдуарда Биньона в двух томах под названием «Польша в году 1811 и 1813».
В 1918 году работал в Министерстве юстиции, а также Министерстве религиозных верований и образования Польши. В 1918—1930 годы — архивист и хранитель в Главном архиве старинных актов, и одновременно в 1922—1925 годах преподавал историю в Виленском университете и школе политических наук в Варшаве. С 1930 года — профессор Виленского университета. В 1939 году после закрытия литовскими властями университета участвовал в тайном университетском обучении.
Януш Ивашкевич, печатавшийся в журналах «Ateneum Wileńskie», «Przegląd Wspólczesny», «Archeion», подарил свою статью «Litwa w przededniu wielkiej wojny 1812 r.», напечатанную в журнале «Biblioteka Warszawska» борисовскому помещику, коллекционеру и библиофилу, почетному члену Витебской ученой архивной комиссии, одниму из учредителей Императорского Русского военно-исторического общества, статскому советнику и камергеру Ивану Хрисанфовичу Колодеевому: «Многоуважаемому Ивану Хрисанфовичу Колодееву от Ив. Л. Ивашкевича».
Опубликовал мемуары И.Лелевеля, Э. Войниловича, Ю. Немцевича, И.Климашевского. Оставил рукописные мемуары за 1889—1927 годы.
6 августа 1944 года был расстрелян немецкими оккупантами в Варшаве.

## Список произведений
Iwaszkiewicz, J. Litwa w roku 1812 / J. Iwaszkiewicz. — Krakow — Warszawa: Druk W.L. Anczyca i Spolki, 1912. — 442 s.
E. Woyniłłowicz, "Wspomnienia 1847-1928", Wilno 1931